# اختبار الأظافر (لوحة)
اختبار الأظافر (بالهولندية: De vingernageltest) هي لوحة زيتية بريشة رسام العصر الذهبي الهولندي فرانس هالز أو جوديث ليستر، تم رسمها عام 1626 والآن في متحف المتروبوليتان للفنون، مدينة نيويورك.

## اللوحة
تُعرف اللوحة أيضًا باسم الصبي ذو الزجاج والعود، تصور عازف عود شابًا يرتدي قلنسوة وعباءة ملفوفة فوق صدره، يميل زجاجه ليظهر أنه فارغ بينما يواجه المشاهد ليقول "حان الوقت". نُسبت أللوحة إلى هالز لعدة قرون حتى أطلق عليها كلاوس جريم منتجًا من دائرته. وفقًا لهوفريختر، فإن وضع شخصية جالسة خلف طاولة هو موضوع نموذجي للرسامة جوديث ليستر وليس هالز، والنظرة الصاعدة تذكرنا بلوحتها «عزف الكمان»، في حين أن تطبيق الطلاء مشابه للوحتها «فتى وفتاة مع قطة وأنقليس».

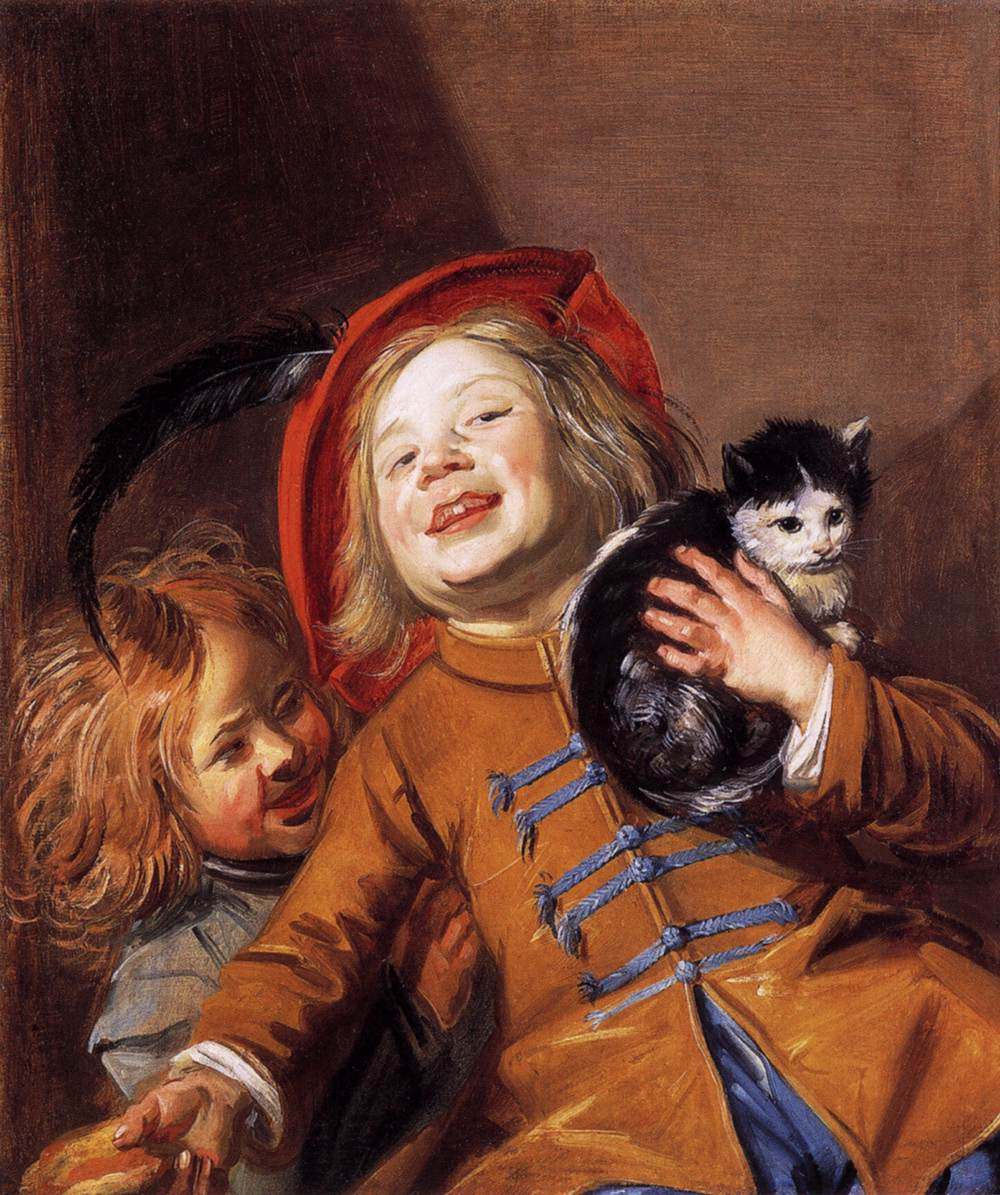
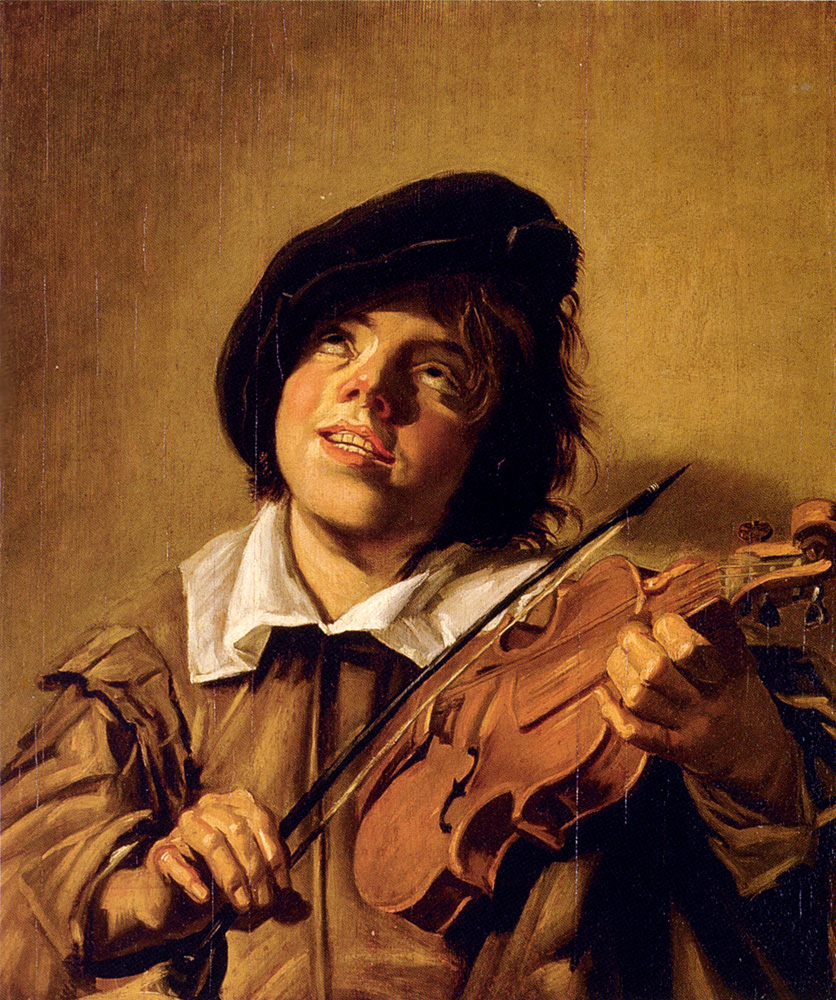

## خلفية
في القرن السابع عشر، كانت حركة قلب القدح للأسفل لمعرفة ما إذا كانت قطرة من النبيذ تظهر على ظفر الأصبع طريقة لإظهار رغبة الشخص في إعادة التعبئة. غالبًا ما يُعرض المشهد بأشكال في أزياء مسرحية. في كتالوج أعمال فرانس هالز لعام 1910 ، أشار هوفستيد دي جروت (كان جامعًا فنيًا هولنديًا) إلى أن هذه اللوحة قد تكون نفس اللوحة التي بيعت في روتردام عام 1825 وكتب وصفاً لها: 
"86. اختبار الأظافر (أو، ماندولين بلاير مع كأس نبيذ م 210. نصف طول. لاعب عود يجلس على طاولة، وجسده مقلوب ثلاثة أرباع لليمين، لكنه يواجه المتفرج. في يده اليمنى المرفوعة، مع إصبعه الصغير منتصب، يحمل كأسًا أخضر أسفل؛ أسفلها يده اليسرى، أيضًا مع إصبعه الصغير منتصبًا. يرتكز الجزء العلوي من الماندولين البرتقالي المائل إلى الأصفر على ذراعه اليسرى؛ أسفلها على الطاولة. لديه شعر طويل، ويرتدي قبعة على خلف رأسه إلى اليمين، يرتدي زي أحمر فاتح مع عباءة أرجوانية رمادية اللون، وكشكشة بيضاء على معصميه، وشريط أبيض في الحلق، وستارة زيتون خضراء معلقة خلفه.

يمكن أن تكون هذه اللوحة مرتبطة بلوحة شاب مع جمجمة بحيث يرتدي فيها الصبي أيضًا قبعة وعباءة ملفوفة، وهي تشبه أيضًا لوحة تحمل نفس الاسم البديل، صبي يحمل كأس وعود.

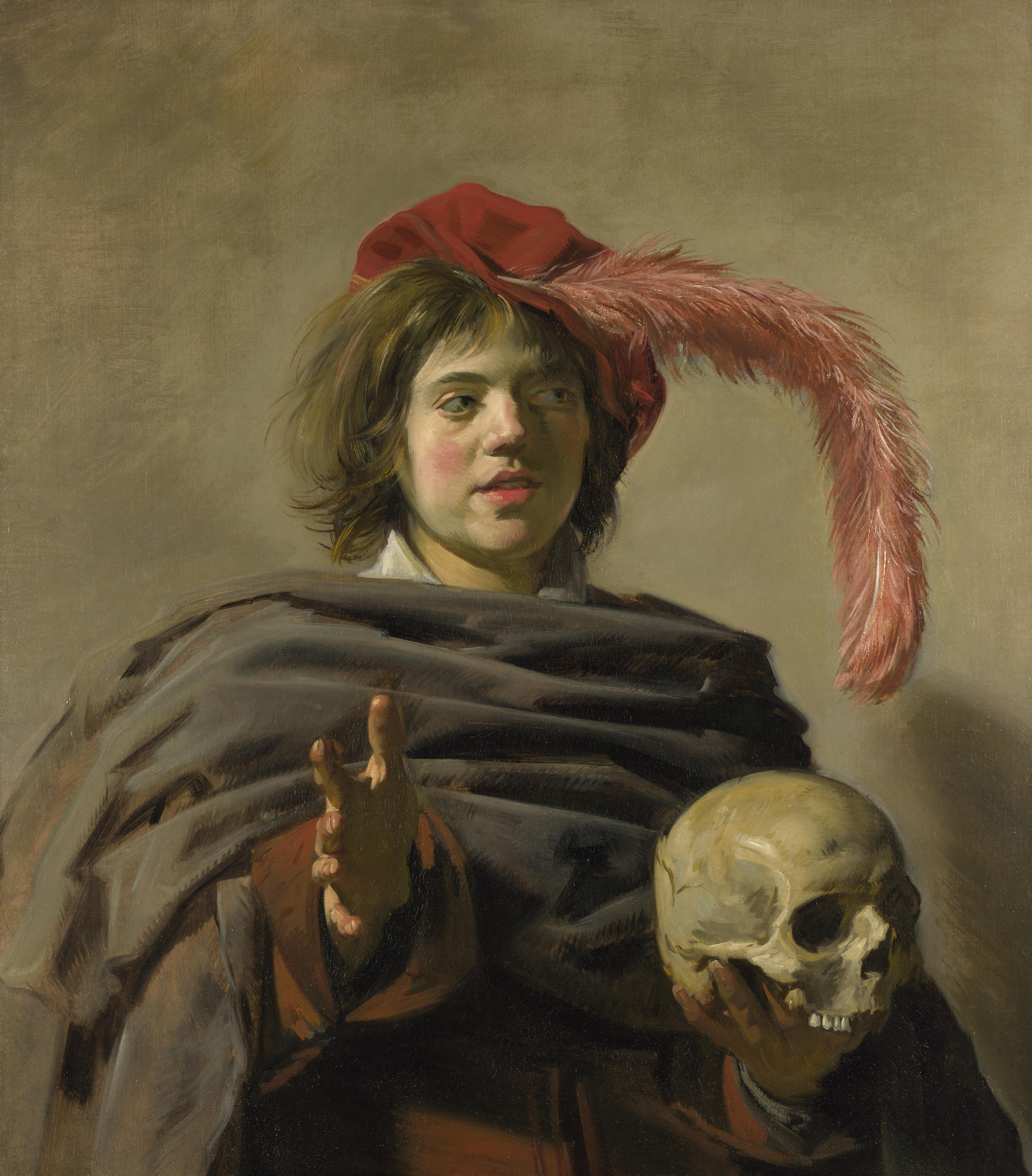
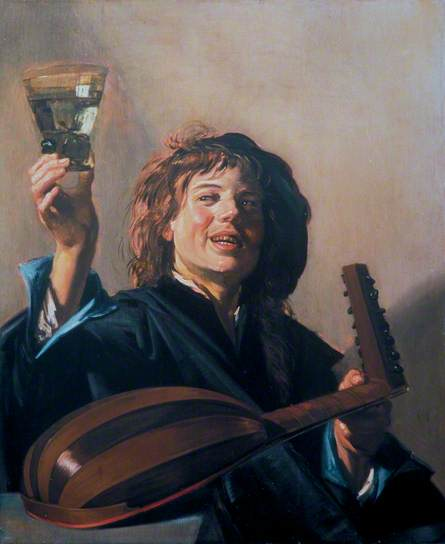

## الرسام

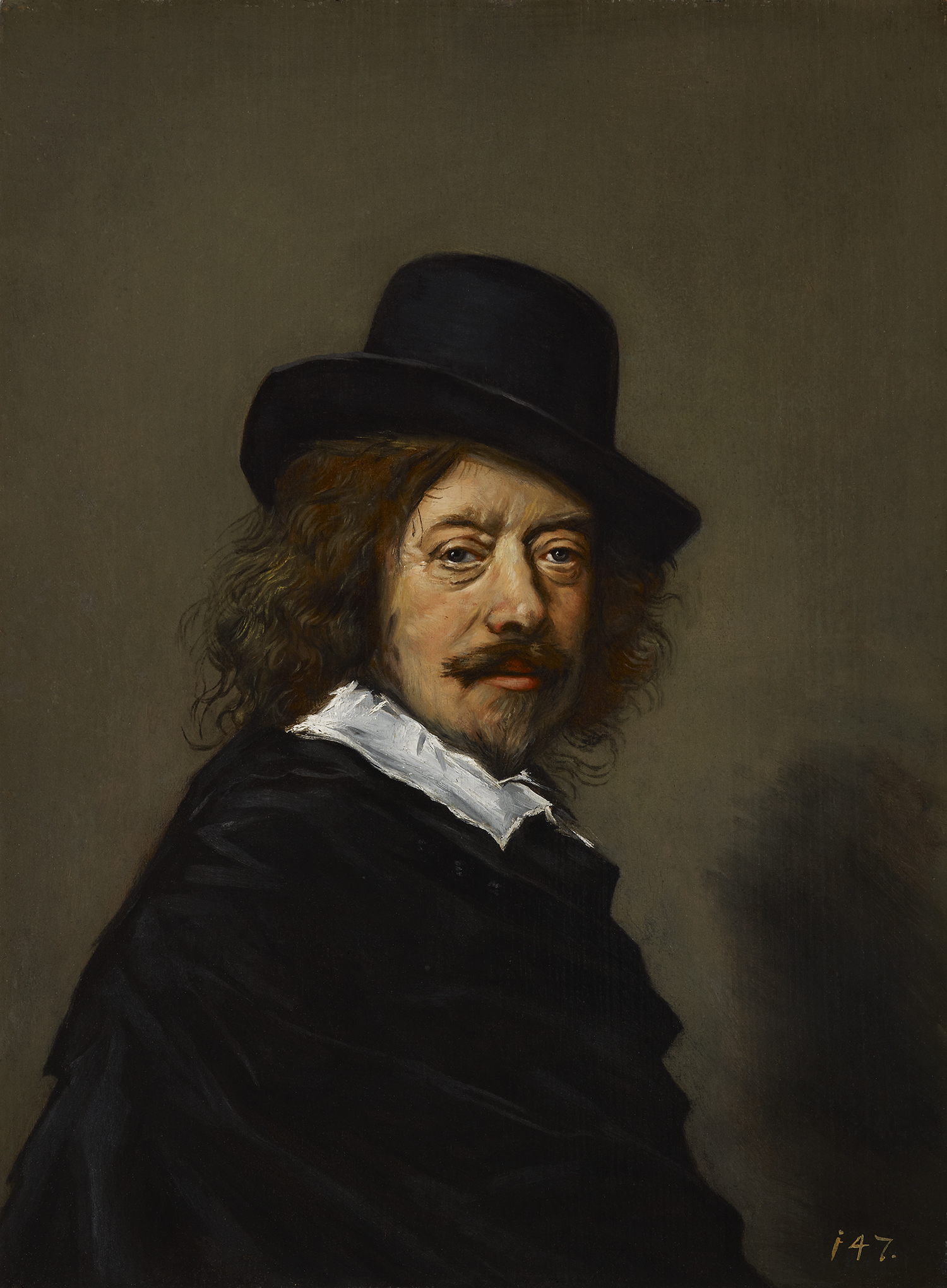
هارلم فرانس هالز

هارلم فرانس هالز (1582-1666) كان رسامًا هولنديًا من العصر الذهبي، عادةً من صور شخصية، عاش وعمل في هارلم. لعب هالز دورًا مهمًا في تطور فن البورتريه الجماعي في القرن السابع عشر. وهو معروف بفرشاة الرسام الفضفاضة.